# Chanson à parties
Une chanson à parties est une forme de musique chorale composée d'une chanson profane écrite ou arrangée pour plusieurs parties vocales, habituellement chœur SATB mais parfois pour ensemble entièrement masculin ou féminin. Elle est généralement principalement homophonique, la partie la plus élevée portant la mélodie et les autres voix les harmonies d'accompagnement, plutôt que contrapuntique comme un madrigal. Les chansons à parties sont destinées à être interprétées non accompagnés à moins qu'un accompagnement instrumental ne soit spécifié.

## Histoire
En Grande-Bretagne, la chanson à parties est originaire et remplace progressivement la forme précédente des glee. Elle est aussi particulièrement influencée par les œuvres chorales de Felix Mendelssohn. Ce phénomène est lié au développement des sociétés chorales au cours du XIXe siècle, groupes plus importants que n'avaient été les clubs de glees. Les premiers compositeurs britanniques de chansons à parties comprennent John Liptrot Hatton, Richard John Samuel Stevens, Henry Thomas Smart et George Alexander Macfarren, renommé pour ses mises en musique de pièces de Shakespeare. Au début du XXe siècle, à l'apogée de la forme, Hubert Parry, Charles Villiers Stanford et Edward Elgar en sont les principaux représentants, apportant souvent un esprit de sérieux à leurs arrangements de la grande poésie anglaise à la fois contemporaine et des époques antérieures. Parmi les récents contributeurs importants de ce genre musical figurent Ralph Vaughan Williams, Granville Bantock, Arnold Bax, Peter Warlock, Gustav Holst et Benjamin Britten. Le développement de la chanson à parties est marqué par la complexité croissante de la forme et du contenu contrapuntique.
Les compositeurs utilisent également avec succès le support de la chanson à parties pour faire des arrangements contemporains de musique traditionnelle dont celle d'Écosse, d'Angleterre (en), du Pays de Galles (en) et d'Irlande.

## Exemples
- Ye spotted snakes - texte de William Shakespeare, musique de R. J. S. Stevens
- Orpheus with his lute - texte de William Shakespeare, musique de George MacFarren
- The Long Day Closes (en) - texte de Henry Chorley (en), musique d'Arthur Sullivan
- Lay a garland (en) - Pearsall
- O wild west wind - texte de Shelley, musique d'Edward Elgar
- Three Shakespeare Songs (en) - texte de William Shakespeare, musique de Vaughan Williams
- Loch Lomond - chant écossais traditionnel  arrangé par Vaughan Williams